# Thomas Fontaine
Pour les articles homonymes, voir Fontaine.
Thomas Fontaine, né le 8 mai 1991 à Saint-Pierre sur l'île de La Réunion, est un footballeur international malgache. Il joue au poste de défenseur central ou latéral gauche au GOAL FC.

## Biographie

### En club
Lors de la saison 2008-2009, Thomas Fontaine évolue avec l'équipe réserve de l'Olympique lyonnais avec laquelle il disputera 20 matches  à l'âge de 17 ans. Lors des saisons suivantes, il se fait une place dans cette équipe avec un total de 77 matches et 1 but au compteur. En 2012, la réserve de Lyon est première de son groupe de CFA et Thomas réalise une saison correcte en disputant 21 matches.
Pour la saison 2012-2013, en compagnie de ses coéquipiers Xavier Chavalerin et Nicolas Seguin, il est libéré par le club lyonnais et signe un contrat de trois ans avec l'équipe du Tours FC en Ligue 2.
Le 30 juillet 2012, il effectue son baptême de feu en Ligue 2 au Stade Louis-II en rentrant en jeu contre l'AS Monaco (défaite 4-0) à la place de Yancoub Meité . Malgré un début de saison difficile, Thomas commence à s'imposer dans le club tourangeau. Après une saison mitigée, il est de plus en plus titulaire au sein du onze tourangeau pour sa seconde année.
À la fin du mercato de la saison 2014-2015, Fontaine joue très peu et le 1er septembre il signe à l'AJ Auxerre en Ligue 2. Il effectuera ses débuts en tant que titulaire quelques jours plus tard face à l'ESTAC (victoire 2-1 au Stade de l'Aube).
Thomas effectue la saison 2014-2015 en tant que titulaire en défense centrale lors de la saison 2014-2015. Lors de la saison suivante, l'arrivée de Cédric Hountondji au club, le 31 août 2015, redistribue les cartes. Thomas se voit ainsi confier le poste de défenseur central ou d'arrière gauche. Le 28 octobre 2015, il se blesse gravement aux ligaments croisés lors d'un match de Coupe de la Ligue contre le Toulouse FC. Il manquera tout le reste de la saison.
Arrivé en fin de contrat avec le club bourguignon, il signe avec le Clermont Foot 63 un contrat d'une durée de deux saisons.
Le 29 juin 2018, il s'engage avec le Stade de Reims pour une durée initiale de trois saisons.

### En sélection nationale
Thomas Fontaine est sélectionné avec l'équipe de France des moins de 20 ans et participe à la Coupe du monde des moins de 20 ans 2011, qui termine quatrième de la compétition. Pas titulaire en début de compétition, il s'impose en deuxième partie de tournoi aux côtés de Kalidou Koulibaly. 

### Equipe nationale de Madagascar
En mars 2017, il obtient la nationalité malgache grâce à sa grand-mère née sur l'île et est sélectionné pour disputer les éliminatoires de la CAN 2019 en juin 2017 contre le Soudan.
Il devient rapidement titulaire au sein de la défense central malgache, il participe en juin 2019 à sa première coupe d'Afrique des nations où il joue tous les matchs.

## Statistiques

### En club
| Saison                | Club                   | Championnat           | Championnat | Championnat | Championnat | Coupe nationale | Coupe nationale | Coupe nationale | Coupe de la Ligue | Coupe de la Ligue | Coupe de la Ligue | Total | Total | Total |
| Saison                | Club                   | Division              | M.          | B.          | P.d.        | M.              | B.              | P.d.            | M.                | B.                | P.d.              | M.    | B.    | P.d.  |
| 2012-2013             | Tours FC               | Ligue 2               | 21          | 0           | 0           | -               | -               | -               | 2                 | 0                 | 0                 | 23    | 0     | 0     |
| 2013-2014             | Tours FC               | Ligue 2               | 34          | 0           | 0           | 1               | 0               | 0               | 3                 | 0                 | 0                 | 38    | 0     | 0     |
| 2014-2015             | Tours FC               | Ligue 2               | -           | -           | -           | -               | -               | -               | 1                 | 0                 | 0                 | 1     | 0     | 0     |
| Sous-total            | Sous-total             | Sous-total            | 55          | 0           | 0           | 1               | 0               | 0               | 6                 | 0                 | 0                 | 62    | 0     | 0     |
| 2014-2015             | AJ Auxerre             | Ligue 2               | 26          | 0           | 0           | 8               | 0               | 0               | -                 | -                 | -                 | 34    | 0     | 0     |
| 2015-2016             | AJ Auxerre             | Ligue 2               | 7           | 0           | 0           | -               | -               | -               | 2                 | 0                 | 0                 | 9     | 0     | 0     |
| Sous-total            | Sous-total             | Sous-total            | 33          | 0           | 0           | 8               | 0               | 0               | 2                 | 0                 | 0                 | 43    | 0     | 0     |
| 2016-2017             | Clermont Foot 63       | Ligue 2               | 34          | 1           | 1           | 2               | 0               | 0               | 2                 | 0                 | 0                 | 38    | 1     | 1     |
| 2017-2018             | Clermont Foot 63       | Ligue 2               | 35          | 0           | 0           | -               | -               | -               | 2                 | 0                 | 0                 | 37    | 0     | 0     |
| Sous-total            | Sous-total             | Sous-total            | 69          | 1           | 1           | 2               | 0               | 0               | 4                 | 0                 | 0                 | 75    | 1     | 1     |
| 2018-2019             | Stade de Reims         | Ligue 1               | 7           | 0           | 1           | 2               | 0               | 0               | 1                 | 0                 | 0                 | 10    | 0     | 1     |
| 2019-2020             | FC Lorient             | Ligue 2               | 16          | 0           | 1           | 3               | 0               | 0               | 1                 | 0                 | 0                 | 20    | 0     | 1     |
| 2020-2021             | FC Lorient             | Ligue 1               | 4           | 0           | 0           | -               | -               | -               | -                 | -                 | -                 | 4     | 0     | 0     |
| 2021-2022             | FC Lorient             | Ligue 1               | 2           | 0           | 0           | -               | -               | -               | -                 | -                 | -                 | 2     | 0     | 0     |
| Sous-total            | Sous-total             | Sous-total            | 22          | 0           | 1           | 3               | 0               | 0               | 1                 | 0                 | 0                 | 26    | 0     | 1     |
| 2021-2022             | AS Nancy-Lorraine      | Ligue 2               | 14          | 0           | 0           | -               | -               | -               | -                 | -                 | -                 | 14    | 0     | 0     |
| 2022-2023             | Beroe Stara Zagora     | efbet Liga            | 7           | 0           | 0           | 2               | 0               | 0               | -                 | -                 | -                 | 9     | 0     | 0     |
| 2022-2023             | Gençlerbirliği SK      | 1.Lig                 | 15          | 0           | 0           | -               | -               | -               | -                 | -                 | -                 | 15    | 0     | 0     |
| 2023-2024             | FC Sochaux-Montbéliard | National              | 30          | 0           | 0           | 4               | 0               | 0               | -                 | -                 | -                 | 34    | 0     | 0     |
| 2024-2025             | FC Sochaux-Montbéliard | National              | 13          | 0           | 0           | 4               | 1               | 0               | -                 | -                 | -                 | 17    | 1     | 0     |
| Sous-total            | Sous-total             | Sous-total            | 43          | 0           | 0           | 8               | 1               | 0               | -                 | -                 | -                 | 51    | 1     | 0     |
| Total sur la carrière | Total sur la carrière  | Total sur la carrière | 265         | 1           | 3           | 26              | 1               | 0               | 14                | 0                 | 0                 | 305   | 2     | 3     |

### En sélection
| Matches internationaux de Thomas Fontaine | Matches internationaux de Thomas Fontaine | Matches internationaux de Thomas Fontaine | Matches internationaux de Thomas Fontaine                | Matches internationaux de Thomas Fontaine | Matches internationaux de Thomas Fontaine | Matches internationaux de Thomas Fontaine | Matches internationaux de Thomas Fontaine |
|                                           | Date                                      | Lieu                                      | Lieu                                                     | Adversaire                                | Résultat                                  | Compétition                               | Notes                                     |
| ----------------------------------------- | ----------------------------------------- | ----------------------------------------- | -------------------------------------------------------- | ----------------------------------------- | ----------------------------------------- | ----------------------------------------- | ----------------------------------------- |
| 1.                                        | 9 juin 2017                               | Ext.                                      | Al-Ubayyid Stadium, El Obeid, Soudan                     | Soudan                                    | 1 - 3                                     | Éliminatoire de la CAN 2019               |                                           |
| 2.                                        | 11 novembre 2017                          | Neu.                                      | Pietersburg Stadium, Polokwane, Afrique du Sud           | Comores                                   | 1 - 1                                     | Match amical                              |                                           |
| 3.                                        | 24 mars 2018                              | Neu.                                      | Stade Jean Rolland, Franconville, France                 | Kosovo                                    | 1 - 0                                     | Match amical                              |                                           |
| 4.                                        | 9 septembre 2018                          | Dom.                                      | Stade Mahamasina, Antananarivo, Madagascar               | Sénégal                                   | 2 - 2                                     | Éliminatoire de la CAN 2019               |                                           |
| 5.                                        | 13 octobre 2018                           | Ext.                                      | Stade Nkoantoma, Bata, Guinée équatoriale                | Guinée équatoriale                        | 0 - 1                                     | Éliminatoire de la CAN 2019               |                                           |
| 6.                                        | 18 novembre 2018                          | Dom.                                      | CNAPS Stadium, Antananarivo, Madagascar                  | Soudan                                    | 1 - 3                                     | Éliminatoire de la CAN 2019               |                                           |
| 7.                                        | 23 mars 2019                              | Ext.                                      | Stade Lat Dior, Thiès, Sénégal                           | Sénégal                                   | 2 - 0                                     | Éliminatoire de la CAN 2019               |                                           |
| 8.                                        | 2 juin 2019                               | Ext.                                      | Stade Josy-Barthel, Luxembourg, Luxembourg               | Luxembourg                                | 3 - 3                                     | Match amical                              |                                           |
| 9.                                        | 22 juin 2019                              | Neu.                                      | Stade d'Alexandrie, Alexandrie, Egypte                   | Guinée                                    | 2 - 2                                     | Coupe d'Afrique des Nations 2019          |                                           |
| 10.                                       | 27 juin 2019                              | Neu.                                      | Stade d'Alexandrie, Alexandrie, Egypte                   | Burundi                                   | 1 - 0                                     | Coupe d'Afrique des Nations 2019          |                                           |
| 11.                                       | 30 juin 2019                              | Neu.                                      | Stade d'Alexandrie, Alexandrie, Egypte                   | Nigeria                                   | 2 - 0                                     | Coupe d'Afrique des Nations 2019          |                                           |
| 12.                                       | 7 juillet 2019                            | Neu.                                      | Stade d'Alexandrie, Alexandrie, Egypte                   | RD Congo                                  | 2 - 2 ( t.a.b. 4 - 2 )                    | Coupe d'Afrique des Nations 2019          |                                           |
| 13.                                       | 11 juillet 2019                           | Neu.                                      | Stade de l'Académie militaire du Caire, Le Caire, Egypte | Tunisie                                   | 0 - 3                                     | Coupe d'Afrique des Nations 2019          |                                           |

## Palmarès
- Finaliste de la Coupe de France en 2015 avec l'AJ Auxerre.
- Vainqueur du Championnat de Ligue 2 en 2020 avec le FC Lorient